# Pont Jean-Chassé
Le pont Jean-Chassé est un pont couvert construit en 1945 qui franchit la rivière Matane à Saint-René-de-Matane au Bas-Saint-Laurent dans l'Est du Québec (Canada). Il est emprunté par la route de la Montagne Nord, de même que les itinéraires de quad Trans-Québec 30 et de motoneige Amqui-Matane.

## Structure
Le pont couvert est un pont en treillis de type Town élaboré construit en bois avec un toit en tôles plissées. Le pont est de couleur rouge. Il a une longueur totale de 44,2 m et une largeur totale de 5,94 m. La largeur de la voie de circulation est de 4,11 m. La hauteur libre au portique est de 5,18 m.

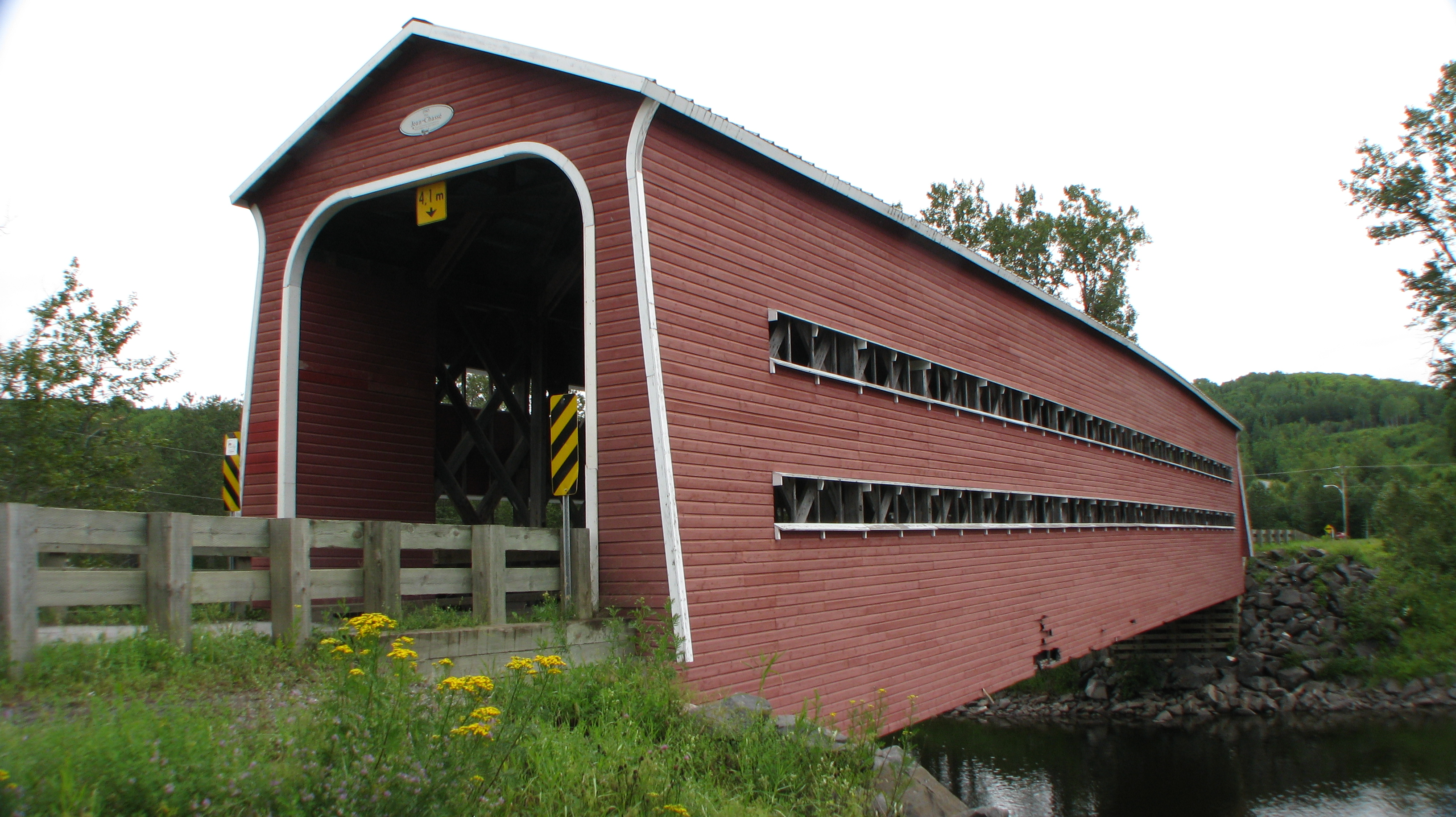
Vue de la travée principale.
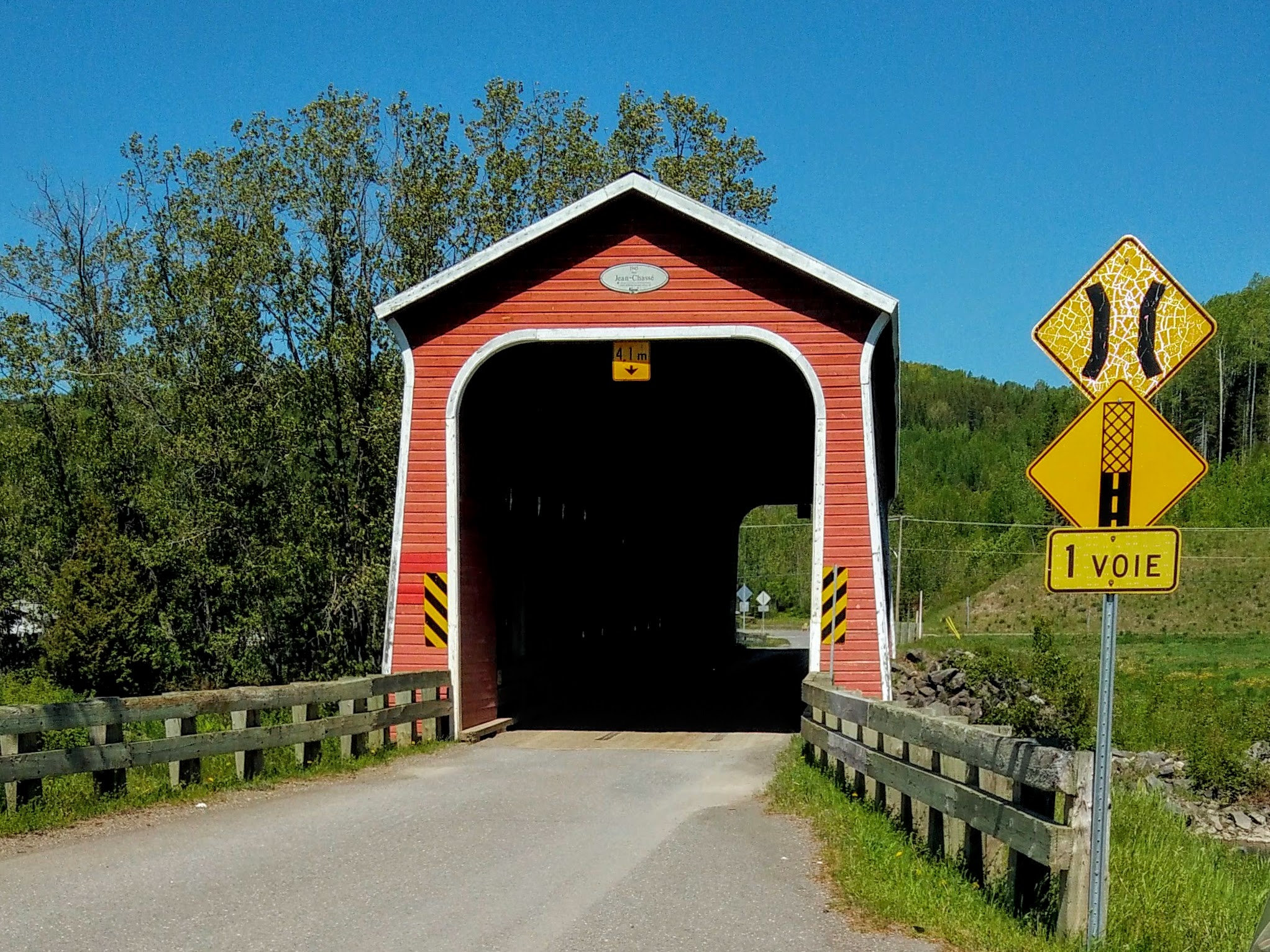
Vue du pont Jean-Chassé depuis la rive gauche de la rivière Matane.

## Annexe